# Bôrik (Žilina)
Bôrik je městská část Žiliny. 31. prosince 2009 měla městská část 3 431 obyvatel.
Městská část Bôrik je složena především z rodinných domů, řadové výstavby a nachází se zde velký městský park. Dominantou Bôriku je výšková budova Amfiteátr. Městskou částí protéká malý znečištěný kanál, kterým je potok Všivák. Tato městská část se nachází mezi městským částmi Vlčince a Hliny.

## Vznik názvu městské části Bôrik
Název městské části je odvozen od názvu kopce Bôrik, na kterém městská část vznikla.